# Monterrey (Colombia)
Monterrey is een gemeente in het Colombiaanse departement Casanare. De gemeente telt 11.421 inwoners (2005). In Monterrey wordt veel aan parapente gedaan.
Aguazul · Chameza · Hato Corozal · La Salina · Maní · Monterrey · Nunchía · Orocué · Paz de Ariporo · Pore · Recetor · Sabanalarga · Sácama · San Luis de Palenque · Támara · Tauramena · Trinidad · Villanueva · Yopal